# T.I.
Clifford Joseph Harris Jr. (Atlanta, Georgia, 25 de septiembre de 1980), más conocido como T.I. o Tip (también estilizado como TIP o T.I.P.), es un rapero, productor y actor estadounidense. Cuenta con diez álbumes de estudio, cinco de ellos son discos de platino certificados por la RIAA, con más de 20 millones de discos vendidos en el mundo. Es el copropietario de la discográfica Grand Hustle Records. También es ganador de tres premios Grammys. T.I. ha Lanzado numerosos sencillos que han sido éxito en Estados Unidos y en el mundo. A la edad de 16 años, T.I. fue contratado por el propietario y productor Kawan Prather uniéndose a su sello discográfico Ghet-O-Vision Entertainment, subdivisión de Arista Records. En 1996, T.I. formó el grupo P$C, que incluye a sus amigos también raperos Big Kuntry King, Mac Boney y C-Rod.
Según el Billboard Hot 100, cuatro sencillos suyos llegaron al número 1 en Estados Unidos: "My Love" con Justin Timberlake, "Whatever You Like" "Live your life" con Rihanna y el éxito mundial "Blurred Lines" con Robin Thicke y Pharrell.
En 2003 T.I. obtuvo éxito con el álbum Trap Muzik siendo este su primer disco de platino vendiendo más de un millón de copias en los Estados Unidos, alcanzó la mayor popularidad en 2004 con Urban Legend, que incluía el sencillo Top Ten "Bring Em Out". También apareció en el sencillo de las Destiny's Child, "Soldier" junto al rapero Lil Wayne ese mismo año. En 2006, se publicó King, su álbum más exitoso hasta ese momento, se vendieron 522.000 copias en los EE. UU. en su primera semana. Paper Trail, fue lanzado en 2008 y vendió más de 568.000 de copias en los EE. UU. la primera semana de lanzamiento, siendo su tercer álbum número uno consecutivo. Incluye los sencillos "Dead and Gone" con Justin Timberlake y "Swagga Like Us" con Kanye West, Jay-Z y Lil Wayne. También ganó el premio al Mejor Álbum de Rap en los premios BET 2009.
En el año 2009, Billboard ubicó a T.I. en el puesto # 27 entre los Artistas de la década de 2000 .
En marzo de 2009, T.I. entró en prisión para cumplir una pena de cárcel de un año y un día en Arkansas tras ser declarado culpable de posesión ilícita de varias armas, dos silenciadores, por un incidente ocurrido en octubre de 2007. Fue liberado de la prisión federal de Forrest city el 26 de marzo de 2010.
Actualmente T.I. se encuentra trabajando en su segundo álbum de su serie Trouble Man, Trouble Man II: He Who Wears the Crown (2013), también se encuentra realizando un álbum colaborativo con su artista de Grand Hustle B.o.B, tentativo llamado The Man and the Martian (El Hombre y el Marciano).".
En 2015, para el lanzamiento del EP Da' Nic, cambió su sobrenombre T.I. por el de TIP.

## Vida y carrera
También es conocido como King Of The South, Rubber Band Man, Trouble Man y T.I.P.. Este último era su nombre artístico y original, que posteriormente cambió por T.I.. Debido a su acento nortesureño, los fanes confundían su nombre con otro rapero de la zona, Q-tip por lo que se lo tuvo que acortar y dejarlo en T.I. cuando firmó por Arista Records.

### 1980–2000: Primeros años y comienzos musicales
Clifford Joseph Harris Jr. conocido como T.I., nació el 25 de septiembre de 1979, en el barrio de Riverdale Atlanta, Georgia, sus padres son el Sr. Clifford "Buddy" Harris y la Sra. Violeta Morgan. T.I. fue criado por sus abuelos en el barrio de Bankhead, Atlanta. Su padre vivía en Nueva York y él solía ir a visitarlo allá. Su padre padecía de Alzheimer lo que luego le causó la muerte. T.I. comenzó a rapear a la edad de 8 años. T.I. asistió a la secundaria Douglass High School, pero luego decidió no continuar sus estudios. Cuando era adolescente comenzó a traficar drogas. T.I. era conocido como Rubber Band Man, en referencia al uso de bandas de elástico en sus manos denotando riqueza en cuanto a droga o dinero. A la edad de 14 años, T.I. fue arrestado en muchas ocasiones. Su abuelo paterno lo apodaba "Tip", de esto se derivó su primer nombre artístico T.I.P.
En 1996, T.I. conoció a su amigo el rapero Big Kuntry King. Para ese entonces T.I. ya era conocido en los alrededores de Atlanta como un rapero hábil, juntos vendían mixtapes en el baúl de su carro. Kawan "KP" Prather, un productor ejecutivo, descubrió a T.I. y luego lo firmó en su sello discográfico Ghet-O-Vision Entertainment. Una vez firmando con Arista Records subsidiaria de LaFace Records en 2000, decidió acortarse el nombre artístico a T.I., en señal de respeto hacia su compañero de sello discográfico Q-Tip.

### 2000-02 álbum debut:I'm Serious
Su álbum debut I'm Serious se publicó el 9 de octubre de 2001 a través de Arista Records, con los exitosos sencillo y video del mismo nombre que incluían al entonces ya famoso vocalista de reggae dancehall Beenie Man. Debido a la escasa promoción del sencillo, su éxito fue muy moderado y sus productores no invirtieron en un segundo sencillo. Sí lo haría el propio T.I. creando un vídeo para "Dope Boyz" que hoy puede verse en YouTube. También realizó varios Mixtapes con Dj drama. Debido a las bajas ventas de su álbum debut Arista despidió a T.I.. En esta época, lanzaría una mixtape tras otra, para darse bien a conocer y con la colaboración de su DJ oficial DJ Drama. Sus mixtape le ayudaron a conseguir un contrato de 2 millones de dólares con Atlantic Records.

### 2003-05:Trap MuzikyUrban Legend
T.I. lanza Trap Muzik en el verano de 2003 por medio de Atlantic Records y de su sello Grand Hustle Records. Debutó en el número 4 y vendió 109.000 copias en su primera semana. Incluía los sencillos "24's", "Be Easy", "Rubberband Man", y "Let's Get Away". El álbum incluía apariciones de Trina, Jazze Pha o Bun B y producciones de Jazze Pha, Kanye West y David Banner, entre otros.
El éxito del álbum fue acompañado de controversia; estando de gira, a T.I. se le acusó de violar su libertad condicional y fue sentenciado a tres años de prisión, que quedarían en unos meses. Estando en prisión obtuvo un permiso para grabar el videoclip de "Let's Get Away". Trap Muzik vendió un millón de copias sólo en Estados Unidos y fue por tanto certificado disco de platino por la RIAA.
Después de que su segundo CD, Trap Muzik vendiera 1 millón de copias, T.I. publicó Urban Legend a finales de 2004, consiguiendo rápidamente gran éxito merced al sencillo "Bring 'Em Out", que crea una expectación enorme, y que usa un sample del The Black Album de Jay-Z, con la producción de Swizz Beatz y Jazze Pha. El trabajo contó con la inestimable colaboración de Trick Daddy, Nelly, Lil' Jon, B.G., Mannie Fresh, Daz Dillinger, Lil' Wayne, Pharrell, P$C y Lil' Kim, debutando el CD en el Top 10 del Billboard. Siendo luego certificado disco de platino por la RIAA.
T.I. aumentó su fama en esta época por colaboraciones con Destiny's Child, Memphis Bleek, UGK, Lil Wayne, Killer Mike, B.G., Young Buck, The Game, Baby, Slim Thug, Jermaine Dupri, Twista, Ashanti, Trick Daddy, Cee-Lo, Cam'Ron, Amerie, o Eve entre tantos otros.
Por el sencillo "You Don't Know Me" obtuvo su primera nominación a los Grammies en la categoría de mejor actuación de Rap en Solitario en la premiación de 2006. Ese mismo año fue nominado también a un segundo Grammy por su colaboración con Beyoncé, Michelle y Kelly Rowland en el vídeo de Destiny's Child titulado "Soldier", en el que también aparecía el rapero de Luisiana, Lil Wayne.

### 2006-07:Kingy"T.I. vs. T.I.P."

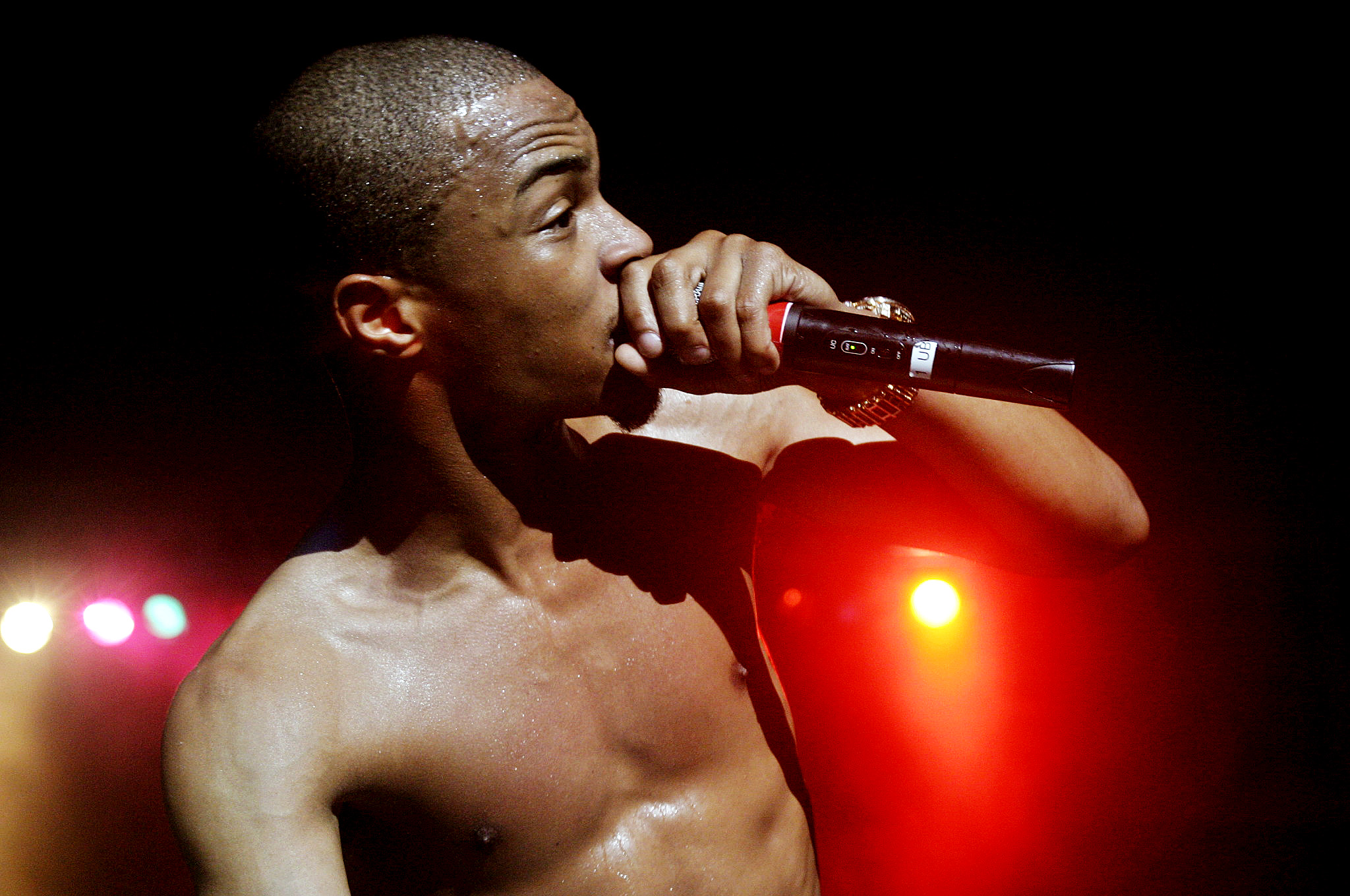
T.I. en el festival Summer Jam en Pittsburgh el 23 de julio de 2006.

Su cuarto álbum, King, debutó en el número 1 del Billboard Hot 100 en 2006, vendiendo 522.000 copias en una semana, sus mejores ventas hasta ese momento. T.I. lanzó los sencillos promocionales "Front Back" y "Ride With Me" antes de que el álbum llegase a las tiendas. Estos sencillos llamaron poco la atención, pero sirvieron para que el público estuviese pendiente del lanzamiento del disco y de su primera película, ATL. El álbum incluía los sencillos What You Know, Why You Wanna, Live in the Sky y Top Back. King ganó numerosas distinciones y nominaciones, incluyendo una nominación a los Grammies como Mejor Álbum de Rap. El álbum ha sido certificado Doble disco de platino por la RIAA, vendiendo más de 2.5 millones de copias. También ese mismo año T.I. ganó, Mejor Rapero del Año, Mejor Álbum de Rap del Año, Mejor canción de Rap del Año y Mejor Videoclip Artístico del Año en los Premios Billboard Music and Mejor Artista Hip-Hop del Año en los Premios BET.
Con la canción "What You Know", T.I. ganó su primer Grammy en la categoría de "Mejor Actuación de Rap en Solitario" en los 49th Grammy Awards. En esta ceremonia ganó un segundo Grammy por su colaboración con Justin Timberlake en el éxito "My love", que sería también su primer número 1 en las listas absolutas de éxitos, y ya no sólo de Rap, de Estados Unidos.
En mayo de 2006, T.I. y su grupo realizaron una gira de conciertos en apoyo a su álbum King. Según reportes T.I. tuvo un altercado en un club nocturno en Cincinnati, Ohio con un miembro de la pandilla Crips, debido a que este último refirió un comentario despectivo de T.I., de lo cual T.I. le respondió con un puñetazo. Durante su traslado hacia Atlanta, la camioneta que transportaba a T.I. y su grupo fue balaceada por la pandilla de los Crips. En la camioneta se encontraban el propio T.I. y su grupo entre ellos su asistente personal Philant Johnson (1980–2006) quien murió espontáneamente tras recibir varios impactos de bala.
Luego de haber dominado el 2006, T.I. comenzó a trabajar en su quinto álbum. El quinto álbum de T.I. T.I. vs. T.I.P. se publica el 3 de julio de 2007. El primer sencillo, Big Shit Poppin', producido por Mannie Fresh, se escucha en las radios americanas bastante antes, desde el 17 de abril de ese mismo año. El segundo sencillo, “You know what it is”, en el que colabora Wyclef Jean, fue lanzado el 12 de junio de 2007.
T.I. vs. T.I.P. vendió 468.000 copias en su primera semana en Estados Unidos, según Nielsen SoundScan, debutando en el número 1 de álbumes de Estados Unidos.
El álbum incluye colaboraciones de invitados de lujo como Jay-Z, Busta Rhymes, Wyclef Jean, Nelly o Eminem y producciones de Mannie Fresh, Grand Hustle, Just Blaze, Wyclef Jean y Eminem entre otros.
El 13 de octubre de 2007 cuatro horas antes de los premios BET Hip-Hop 2007, T.I. fue arrestado por las autoridades federales de Atlanta por posesión ilícita de varias armas. T.I. fue declarado culpable de dos felonías, posesión de tres ametralladoras no registradas, dos silenciadores, explosivos y posesión de armas de fuego pertenecientes a un convicto. El arresto fue hecho en el parque de estacionamiento de un centro comercial del centro de Atlanta, que un testigo identificó como en las Avenidas de la calle Piamonte. Según los oficiales federales, el testigo había estado cooperando con las autoridades unos días antes del arresto de T.I. pero desde este arresto T.I. no puede promocionar el disco T.I. vs. T.I.P. como debería y "T.I. vs. T.I.P." solo fue certificado disco de platino por la RIAA, vendiendo 1.3 millones de copias en Estados Unidos. El 26 de octubre de 2007, T.I. salió del Tribunal Federal de Atlanta después de aparecer ante Magistrado americano el Juez Allan J. Baverman. El juez Allan J. Baverman le exigió a T.I. pagar una fianza de 3 millones de dólares, 2 millones en efectivo y 1 millón en equidad en propiedades que el rapero posee, para conmutar su pena y realizar un año de arresto domiciliario. Además T.I. fue sentenciado con 1000 horas de servicio comunitario, por lo que no podrá poseer armas y será detectado los 7 días de la semana. También fue citado a la corte para su sentencia en octubre de 2008.

### 2008–09:Paper Trail, arresto federal y encarcelamiento
Este es el sexto álbum de T.I., el cual vio la luz el 30 de septiembre de 2008. El título del álbum hace referencia a que volvió a escribir las letras en papel para él. Como tantos otros raperos, T.I. abandonó este método tras publicar I'm Serious para empezar a memorizar las letras que él mismo creaba, quedando todo el material en su cabeza hasta que se plasmara en formato digital, en un intento de evitar el plagio y de ayudar al proceso de memorización.
El álbum vendió 568.000 copias en su primera semana en Estados Unidos, la mejor cifra de ventas de su carrera, que demuestra que su tirón mediático va a más. El álbum fue por tanto certificado Triple disco de platino por la RIAA. Vendiendo Cerca de 3.1 millones de copias en Estados Unidos, siendo uno de los mejores álbumes de Rap Del 2008.
El sencillo principal del álbum fue “No Matter What”, que ha sido el single más exitoso de su carrera hasta el momento. Publicado el 29 de julio, alcanzó el número 1 de las listas absolutas de la música estadounidense y en el Billboard Hot 100, siendo la segunda vez que alcanzaba este reconocimiento, y la primera vez que lo obtenía en solitario.
Sería su siguiente sencillo, Whats Up, Whats Haapnin como promoción del disco, Whatever You Like, cuarto sencillo y el más exitoso del álbum. Apareció por primera vez en la entrega de los premios MTV 2008, donde a su vez promocionó su quinto sencillo Live Your Life, con la colaboración de Rihanna en la canción. Este tema le desbancara siendo número 1, convirtiéndose en su tercer número 1 en Estados Unidos en las listas absolutas de éxitos, a los que habría que sumar sus números 1 en las listas de Rap de aquel país, como What You Know y I'm a Flirt. Según Pharrell con su gran lista de éxitos, T.I. es reconocido por el público como El Jay-Z Del Sur.
Entre septiembre y noviembre de 2008, T.I. ha encabezado las litas de éxitos norteamericanas durante 15 semanas. El 13 de octubre de 2008, T.I. fue sentenciado a cumplir una pena de cárcel de un año y un día en Arkansas tras ser declarado culpable por su caso de posesión ilícita de varias armas, incidente ocurrido en octubre de 2007, por lo que no podrá poseer armas y será detectado los 7 días de la semana antes de su encarcelamiento. T.I. decidió ayudar a 7 jóvenes en un programa llamado "T.I Road to redemption". Durante su estancia en prisión T.I. decidió liberar Paper Trail:Caso Closed en formato digital en iTunes en julio de 2009. Este álbum contiene los sencillos "Dead and gone", "Live Your life", "Remember Me" y "Hell of a life".
El 21 de noviembre de 2008, T.I. testificó en el juicio sobre el asesinato de su amigo y asistente personal Philant Johnson, ocurrido en mayo de 2006. Tras esto, T.I. le ha dedicado muchas de sus canciones a Johnson, canciones como "Live in the Sky", "Bread Up" y su reciente hit "Dead and Gone" donde se ve la tumba de Johnson en el video.

### 2010-2011:No Mercyy cargos por droga
El 25 de marzo del 2010, el rapero T.I. fue retirado de prisión para ser trasladado a una casa segura en alguna parte de Atlanta. Luego de ser liberado el rapero comenzó a trabajar en su séptimo álbum titulado "King Uncaged".
 Jim Jonsin quien anteriormente trabajo con el rapero en el sencillo más exitoso de la carrera de T.I. y el cantante Trey Songz fueron invitados a trabajar en el proyecto. Finalmente en febrero, tras 12 meses sin ser visto realiza su primera aparición en público junto a su esposa en apoyo a su asociación "For the Love of Our Fathers". El 8 de marzo del 2010 lanzó el sencillo promocional titulado "Im Back". El sencillo debutó en el puesto cuarenta y cuatro en el chart Billboard Hot 100. El 13 de mayo, se presentó en el programa de Larry King para hablar sobre su condena de nueve meses en prisión. El 24 de mayo, T.I. lanza el sencillo titulado "Yeah Ya Know (Takers)", debutando en el puesto número cuarenta y cuatro en el Hot 100 de los Billboard charts y número sesenta y ocho en el Hot 100 de Canadá. El cantante lanza además otro sencillo, "Got Your Back" junto a la cantante de R&B Keri Hilson, posicionando en el puesto treinta y ocho. En el mismo año colaboró con cantantes como Drake y Justin Timberlake en el sencillo "Fancy", y en el sencillo "Winner" del cantante Jamie Foxx, ambas colaboraciones posicionándose en el Top 50 de Billboard.
El 1 de septiembre, T.I. y su esposa Tiny fueron arrestados por cargos de drogas en Los Ángeles. La detención por cargos de drogas llevó a T.I. a ser condenado el 15 de octubre de 2010 a 11 meses en prisión por violar los términos de su libertad condicional, concretamente por la posesión de éxtasis. El 25 de octubre, los cargos por droga contra T.I. fueron retirados.
T.I. desechó "King Uncaged" como título de su séptimo álbum de estudio y lo renombró "No Mercy", debido a su nueva condena a prisión. Luego lanzó el primer sencillo del álbum recién titulado, "Get Back Up", con Chris Brown, el mismo día en que fue condenado a prisión por violar los términos de su libertad condicional. El 1 de noviembre, T.I. informó que iba a cumplir su sentencia de 11 meses. Su fecha de liberación fue establecido para el 29 de septiembre de 2011.
"No Mercy" fue lanzado el 7 de diciembre de 2010. El álbum alcanzó el número cuatro en los EE. UU. y vendió más de 159.000 copias en su primera semana. Fue certificado disco de oro por RIAA, con más de 500.000 copias vendidas. El 2 de septiembre de 2012 No Mercy fue certificado disco de platino por RIAA, con más de 990.000 copias vendidas. Su segundo sencillo y último del álbum fue "That's All She Wrote", su segunda colaboración con Eminem, y fue lanzado el 19 de diciembre, alcanzando el número dieciocho en los EE. UU. Con dicho trabajo, T.I. recibió dos nominaciones en los Premios Grammy.
El 30 de junio de 2011, una nueva canción fue lanzada en la web oficial de T.I. y en su canal oficial de YouTube - titulado "We Don't Get Down Like Y'all", que cuenta con su compañero de Discográfica el rapero B.o.B. Originalmente la canción sólo estuvo disponible en la tienda en línea de Atlantic Records. El 9 de agosto, la canción fue lanzada en iTunes y otros proveedores, tales como Spotify, y alcanzó el puesto número setenta y ocho en los EE. UU.
El 31 de agosto, T.I. fue liberado del Correccional "Forrest City", en Arkansas a las 7:29 a. m. y fue enviado a un centro comunitaria para cumplir el resto de su pena de cárcel de 11 meses. TI firmó un acuerdo con VH1 para un nuevo reality show que lo seguirá mientras reajusta su vida como un hombre libre después de la encarcelación y también anunció que trabaja en una novela titulada, "Power & Beauty" que será lanzado en octubre. Fue enviado de vuelta a la custodia federal el 1 de septiembre, menos de 48 horas después de ser puesto en libertad debido a una disputa relacionada con el rapero, el abogado Steve Sadow, dijo a la prensa que T.I. fue trasladado a una instalación diferente y aclaró que la diferencia no fue relacionado con drogas. T.I. fue puesto en libertad el 29 de septiembre a la medianoche.

### 2011-2012:Trouble Man: Heavy Is the Head
El 30 de septiembre de 2011, T.I. lanzó "I'm Flexin", el primer sencillo promocional de su octavo álbum de estudio. "I'm Flexin" alcanzó el número sesenta y seis en el Billboard Hot 100. El 18 de octubre, T.I. se presentó en "The Howard Stern Show" y "The View" para promocionar su nueva novela "Power & Beauty". Una historia de amor de la vida en la calle y para discutir otros asuntos relacionados con su estancia en prisión. Más tarde ese día, él lanzó el segundo sencillo promocional, "Here Ye, Hear Ye" con Pharrell Williams bajo el alias "Sk8brd".
T.I. reveló el título de su octavo álbum de estudio que se llamaría "Trouble Man". El título fue en parte inspirado en la canción del mismo nombre de Marvin Gaye en 1972, según reveló a Billboard. En una entrevista previa con la revista Rolling Stone, dijo que estaba debatiendo entre dos títulos, Trouble Man y Kill the King. El tercer sencillo promocional "Pyro", fue lanzado el 21 de noviembre. El 5 de diciembre, su nuevo reality show "T.I. y Tiny: The Hustle Familia" se estrenó en el canal VH1 después de que el primer episodio se filtró en Internet.
Durante la preparación del álbum, T.I. lanzó un mixtape titulado, Fuck da City Up en Año Nuevo, dicho mixtape ha obtenido doble certificado de Platino en el Sitio web Livemixtapes.com debido a su descarga masiva. Dos canciones del mixtape se posicionaron en el chart de Billboard, "Popped Off", con la voz y la producción de Dr. Dre y "This Time of Night", con Nelly, respectivamente.
El 1.º de marzo de 2012, T.I. anunció que firmó a la rapera australiana Iggy Azalea, al rapero inglés Chipmunk y el rapero de Houston Trae Tha Truth a su sello discográfico Grand Hustle Records. El 4 de abril T.I. lanzó el primer sencillo promocional de su nuevo álbum Trouble Man llamado Love this life, el cual alcanzó el número ochenta y uno en el Billboard Hot 100. El video de dicha canción generó 2 millones de audiciones en la primera semana en YouTube.
T.I. colaboró con el cantante de Reggae, Sean Kingston para su Nuevo sencillo "Back 2 Life (Live It Up)". La canción se posicionó en el puesto #52 en Canadá. También colaboró con el cantante Trey Songz en su segundo sencillo de su álbum Chapter V llamada "2 Reasons". La canción fue un éxito y se ubicó en el puesto # 43 en el Billboard Hot 100 (US).
El 17 de julio T.I. lanzó el primer sencillo de su álbum llamado Go Get It, el cual alcanzó el número setenta y siete en el Billboard Hot 100. En septiembre de 2012, T.I. visitó el programa 106 & Park de la cadena BET para promocionar su libro "Trouble & Triumph", una secuencia de su novela anterior "Power & Beauty". Durante su visita anunció que su álbum sería lanzado el 18 de diciembre. También reveló que el álbum contará con las colaboraciones de la cantante Pink, Pharrell, André 3000, Cee Lo Green, R. Kelly, Lil Wayne, y ASAP Rocky. En octubre de 2012 T.I. hizo una presentación en los premios BET Hip Hop junto a sus artistas de Grand Hustle Iggy Azalea, B.o.B, Chip y Trae tha Truth. El mismo mes se publica el segundo sencillo de álbum titulado Ball que cuenta con la aparición de Lil Wayne. La canción ha llegado al puesto 50 del Billboard Hot 100 y ha vendido más de 500,000 copias en EE. UU.
El 18 de diciembre de 2012, se publica su octavo álbum Trouble Man: Heavy Is the Head el cual cuenta con la apariciones de la cantante Pink, Pharrell, André 3000, Cee Lo Green, R. Kelly, Lil Wayne, Akon, entre otros. El álbum debutó en el puesto # 2 vendiendo 179.000 copias en su primera semana. Siendo una decaída en ventas, en cuanto a sus álbumes anteriores. Hasta junio de 2013 el álbum ha vendido 478.000 copias en EE. UU. Poco antes de que Trouble Man: Heavy Is the Head fuera publicado, T.I. reveló que haría una secuencia de su álbum titulado Trouble Man: He Who Wears the Crown. La secuencia se debe a que T.I. grabó más material del necesitado, según el mismo T.I. aseguró haber hecho alrededor de 120 canciones. En enero de 2013 B.o.B anunció que se lanzaría una compilación por parte de los artistas de Grand Hustle titulada "Hustle Gang".

### 2013-presente:Trouble Man: He Who Wears the Crowny compilación conHustle Gang
El 18 de enero de 2013, T.I. anunció que su contrato de 10 años con la discográfica Atlantic Records había finalizado. Quedando así T.I. y su sello Grand Hustle como discográfica independiente. T.I. ha propuesto un contrato de 75 millones de dólares a cualquier compañía interesada en contratar a su sello Grand Hustle y a él. Según TMZ, Sony Music, Jay-Z y Dr. Dre han mostrado interés en firmar a T.I., Jay-Z a su sello Roc Nation y por su parte Dr. Dre a su sello Aftermath Entertainment.
En marzo de 2013, T.I. le anunció a la revista Rap-Up que Trouble Man: He Who Wears the Crown estaba 60-70% casi completo. El mismo mes T.I. y B.o.B lanzaron el sencillo principal de la compilación Hustle Gang titulado Memories Back Then que cuenta con las colaboraciones del rapero Kendrick Lamar y de su artista de Grand Hustle la cantante Kris Stephens. La canción utiliza un ejemplar de la canción "Somebody That I Used to Know" de Gotye.
El 26 de marzo de 2013 se publica el sencillo Blurred Lines del cantante de R&B, Robin Thicke, que cuenta con las colaboraciones de T.I. y Pharrell. La canción ha sido un éxito mundial ubicándose en el puesto #1 en el "Billboard Hot 100" (EE. UU.), también ha llegado a ser #1 en trece países distintos incluyendo Reino Unido y Francia. Convirtiéndose en el cuarto sencillo número uno de T.I. en Estados Unidos en las listas absolutas de éxitos.
En marzo de 2013, Lil Wayne reveló que va a realizar la segunda parte de su gira de conciertos America's Most Wanted Tour junto a T.I.. T.I. explicó que el tour comenzaría el 5 de julio y se extendería hasta el 1 de septiembre de 2013. También se confirmó que los raperos French Montana y 2 Chainz se unieron al tour, entre otros artistas que luego serán anunciados. El primer tour America's Most Wanted fue realizado hace 5 años y contó con las participaciones de Young Jeezy, Soulja Boy, Pleasure P, Jeremih y Young Money.
El 21 de mayo fue publicado el primer sencillo de su álbum Trouble Man: He Who Wears The Crown titulado "Wit Me" junto a Lil Wayne. La canción se ha ubicado en el puesto #80 en EE. UU.
Su noveno álbum Paperwork se lanzó el 21 de octubre de 2014. Tras su lanzamiento, el álbum debutó en el número dos en el Billboard 200 de los Estados Unidos, con ventas en la primera semana de 80,000 copias en los Estados Unidos. Recibió generalmente críticas positivas por parte de los especializados. En Metacritic, que asigna una calificación normalizada de 100 a las críticas de los críticos, el álbum recibió un puntaje promedio de 69, que indica "críticas generalmente favorables", sobre la base de 10 comentarios.
Lanzó inesperadamente de forma independiente un extended play titulado Da' Nic, el 11 de septiembre de 2015. El EP contiene cinco canciones, incluyendo los sencillos "Project Steps" y "Check, Run It". Fue lanzado a través de Empire Distribution y por la discográfica de T.I., King Inc., que marcó su primera publicación independiente de T.I. Durante este período, cambió su seudónimo anterior por el de Tip.
El 22 de julio de 2016, durante una entrevista con Ebro in the Morning, T.I. anunció el lanzamiento de un EP titulado Us or Else. Este EP tiene como objetivo apoyar el movimiento #BlackLivesMatter, y habla explícitamente sobre el racismo en Estados Unidos.
El 16 de diciembre de 2016, sin previo aviso o promoción, T.I. lanzó Us or Else: Letter to the System.  El proyecto, que también se lanzó inicialmente exclusivamente a través de TIDAL, cuenta con apariciones especiales de Quavo, Meek Mill, RaRa, Big K.R.I.T. y Killer Mike, así como la producción manejada por Nottz, Mars de 1500 or Nothin' y Mike & Keys.
El 5 de octubre de 2018 lanza Dime Trap, su décimo álbum de estudio. El álbum se anunció inicialmente en 2014 y se barajaron varios títulos como The Return y Trap's Open. Sirve como la segunda entrega de una trilogía que fue precedida por su noveno álbum Paperwork.
El álbum presenta apariciones especiales de Yo Gotti, Teyana Taylor, Jeezy, Meek Mill, Young Thug, YFN Lucci, Anderson .Paak, Victoria Monét, Watch the Duck, Sam Hook y London Jae. También contiene una narración del comediante estadounidense Dave Chappelle. La producción estuvo a cargo de productores de alto perfil como Swizz Beatz, Scott Storch, Bangladés, Cardiak y David Banner, entre otros. El álbum fue respaldado por tres sencillos "Jefe", "Wraith" y "The Weekend".

## Carrera como actor
En 2005 aparece en la serie de televisión The O.C..
En primavera de 2006 T.I. protagoniza su primera película, ATL, en la que interpreta a un estudiante de instituto de 17 años huérfano. En ella aparecen actores reputados como Lauren London, Evan Ross o Antoine Patton. El guion es de Tina Gordon Chism y Antwone Fisher, quien escribió un guion sobre su propia vida para la película del mismo nombre protagonizada por Denzel Washington. La producción corrió a cargo de Timothy Bourne, Tionne Watkins y Will Smith y fue dirigida por Christopher Robinson, director de videoclips para artistas de la talla de Beyoncé, Alicia Keys o el propio T.I. La película facturó más de 20 millones de dólares, llegando al tercer puesto de la cartelera americana, aunque su éxito fue exclusivamente nacional.
T.I. aparece también en la superproducción American Gangster, con Denzel Washington, interpretando al sobrino de este en la ficción. T.I. hace también su aportación a la banda sonora de la película.
T.I aparece después en la película ladrona de identidades, haciendo el papel de mafioso.

## Producción
Según HHNLive.com T.I. está creando una productora de cine llamada Grand Hustle Films. La primera producción, ya en marcha, se llamará "Once Was Lost", en la que T.I. será protagonista, junto al veterano actor Danny Glover, que también toma parte en la producción.
En cuanto a Grand Hustle Records, T.I. ha producido canciones para Mariah Carey, Cassidy, Rick Ross, B.G. o él mismo, entre otros muchos.
Grand Hustle Records produjo también la banda sonora de su primera película, ATL.
Además, siempre ansioso por buscar nuevas vías de expresión y su rentabilidad, T.I. se puso en contacto en 2007 con 828 Entertainment, para ser productor ejecutivo de un nuevo reality show titulado "Life on Mars", que relata la vida del joven productor Lamar "MARS" Edwards. T.I. se ha embarcado con 828 Entertainment en una serie muy ambiciosa de proyectos televisivos y para la gran pantalla.

## Discografía

### Álbumes de estudio
| Año  | Álbum | Posición | Posición | Posición | Posición | Certificaciones/Ventas     |
| Año  | Álbum | US       | US R&B   | US Rap   | Canadá   | Certificaciones/Ventas     |
| ---- | --- | -------- | -------- | -------- | -------- | -------------------------- |
| 2001 | I'm Serious - Lanzado: 9 de octubre de 2001 - Sello discográfico: - Arista Records - Ghet-O-Vision Entertainment                  | 98       | 27       | —        | —        | - US: 500,000              |
| 2003 | Trap Muzik - Lanzado: 19 de agosto de 2003 - Sello discográfico: - Atlantic Records - Grand Hustle Records                        | 4        | 2        | —        | —        | - US: Platino 2.100,000    |
| 2004 | Urban Legend - Lanzado: 30 de noviembre de 2004 - Sello discográfico: - Atlantic Records - Grand Hustle Records                   | 7        | 1        | 1        | —        | - US: Platino 1.000,000    |
| 2006 | King - Lanzado: 26 de marzo de 2006 - Sello discográfico: - Atlantic Records - Grand Hustle Records                               | 1        | 1        | 1        | 24       | - US: 2× Platino 2.507,000 |
| 2007 | T.I. vs. T.I.P. - Lanzado: 3 de julio de 2007 - Sello discográfico: - Atlantic Records - Grand Hustle Records                     | 1        | 1        | 1        | 7        | - US: Platino 1.300,000    |
| 2008 | Paper Trail - Lanzado: 30 de septiembre de 2008 - Sello discográfico: - Atlantic Records - Grand Hustle Records                   | 1        | 1        | 1        | 2        | - US: 2× Platino 3.200,000 |
| 2010 | No Mercy - Lanzado: 7 de diciembre de 2010 - Sello discográfico: - Atlantic Records - Grand Hustle Records                        | 4        | 1        | 1        | 35       | - US: Oro 1.000,000        |
| 2012 | Trouble Man: Heavy Is the Head - Lanzado: 18 de diciembre de 2012 - Sello discográfico: - Atlantic Records - Grand Hustle Records | 2        | 1        | 1        | —        | - US: Oro                  |
| 2014 | Paperwork - Lanzamiento: 21 de octubre de 2014 - Sello discográfico: Grand Hustle, Columbia                                       | 2        | 1        | 1        | 19       | - RIAA: N/A                |
| 2018 | Dime Trap - Lanzamiento: 5 de octubre de 2018 - Sello discográfico: Grand Hustle, Epic                                            | 13       | 8        | 8        | 63       |                            |

### Extended plays
| Título                           | Datos del EP                                                                           | Mejores posiciones en listas | Mejores posiciones en listas | Mejores posiciones en listas |
| Título                           | Datos del EP                                                                           | US                           | US R&B                       | US Rap                       |
| -------------------------------- | -------------------------------------------------------------------------------------- | ---------------------------- | ---------------------------- | ---------------------------- |
| A King of Oneself                | - Lanzamiento: 30 de septiembre de 2008 - Discográfica: Grand Hustle, Atlantic         | 128                          | 27                           | 14                           |
| Paper Trail: Case Closed         | - Lanzamiento: 28 de agosto de 2009 - Discográfica: Grand Hustle, Atlantic             | 150                          | 30                           | 18                           |
| Da' Nic (bajo el alias TIP)      | - Lanzamiento: 11 de septiembre de 2015 - Discográfica: King Inc., Empire Distribution | 22                           | 3                            | 2                            |
| Us or Else                       | - Lanzamiento: 23 de septiembre de 2016 - Discográfica: Grand Hustle, Roc Nation       | 175                          | 12                           | 8                            |
| Us or Else: Letter to the System | - Lanzamiento: 16 de diciembre de 2016 - Discográfica: Grand Hustle, Roc Nation        | —                            | 39                           | —                            |

### Álbumes en colaboración
| Año  | Álbum | Posición | Posición | Posición | Posición | Certificaciones/Ventas |
| Año  | Álbum | US       | US R&B   | US Rap   | Canadá   | Certificaciones/Ventas |
| ---- | --- | -------- | -------- | -------- | -------- | ---------------------- |
| 2005 | 25 to Life con P$C - Lanzado: 28 de junio de 2005 - Sello discográfico: - Atlantic Records - Grand Hustle Records             | 10       | 4        | 1        | —        | - US: Platino 980,000  |
| 2013 | The Man & The Martian con B.o.B - Lanzamiento: Pendiente 2013 - Sello discográfico: - Atlantic Records - Grand Hustle Records | —        | —        | —        | —        |                        |

### Sencillos
| Año  | Canción                                                                 | Posiciones en lista | Posiciones en lista | Posiciones en lista | Posiciones en lista | Posiciones en lista | Álbum                          |
| Año  | Canción                                                                 | Billboard Hot 100   | US Hot R&B/Hip-Hop  | US Hot Rap          | UK Singles          | Canadá              | Álbum                          |
| ---- | ----------------------------------------------------------------------- | ------------------- | ------------------- | ------------------- | ------------------- | ------------------- | ------------------------------ |
| 2001 | "I'm Serious" (con Beenie Man)                                          |                     | #110                |                     |                     |                     | I'm Serious                    |
| 2003 | "24's"                                                                  | #78                 | #27                 | #15                 |                     |                     | Trap Muzik                     |
| 2003 | "Be Easy"                                                               |                     | #55                 |                     |                     |                     | Trap Muzik                     |
| 2003 | "Rubber Band Man"                                                       | #30                 | #15                 | #11                 |                     |                     | Trap Muzik                     |
| 2004 | "Let's Get Away" (con Jazze Pha)                                        | #35                 | #17                 | #10                 |                     |                     | Trap Muzik                     |
| 2004 | "Bring Em Out"                                                          | #9                  | #6                  | #4                  | #59                 |                     | Urban Legend                   |
| 2005 | "U Don't Know Me"                                                       | #23                 | #6                  | #4                  |                     |                     | Urban Legend                   |
| 2005 | "ASAP"                                                                  | #75                 | #18                 | #14                 |                     |                     | Urban Legend                   |
| 2005 | "I'm A King" (P$C con T.I. y Lil' Scrappy)                              | #67                 | #16                 | #14                 |                     |                     | T.I. Presents: 25 to Life      |
| 2005 | "Do Ya Thang" (P$C con T.I.)                                            |                     |                     |                     | #16                 |                     | T.I. Presents: 25 to Life      |
| 2006 | "What You Know"                                                         | #3                  | #1                  | #1                  | #80                 |                     | King                           |
| 2006 | "Why You Wanna"                                                         | #29                 | #6                  | #5                  | #22                 |                     | King                           |
| 2006 | "Live in the Sky" (con Jamie Foxx)                                      |                     | #57                 |                     | #83                 |                     | King                           |
| 2006 | "Top Back (Remix)" (con Young Jeezy, Young Dro, Big Kuntry King y B.G.) | #29                 | #13                 | #8                  |                     |                     | King                           |
| 2007 | "Big Shit Poppin' (Do It)"                                              | #9                  | #7                  | #2                  |                     | #75                 | T.I. vs. T.I.P.                |
| 2007 | "You know what it is" (con Wyclef Jean)                                 | #34                 | #11                 | #5                  |                     |                     | T.I. vs. T.I.P.                |
| 2007 | "Hurt" (con Busta Rhymes y Alfa Mega)                                   |                     | #89                 |                     |                     |                     | T.I. vs. T.I.P.                |
| 2008 | "No matter what"                                                        | #72                 | #42                 | #17                 |                     | #66                 | Paper trail                    |
| 2008 | "Whatever you like"                                                     | #1                  | #1                  | #1                  | #47                 | #12                 | Paper trail                    |
| 2008 | "Swing Ya Rag" (con Swizz Beatz)                                        | #62                 | #53                 | #29                 |                     |                     | Paper trail                    |
| 2008 | "Swagga Like Us" (Jay-Z con T.I., Kanye West y Lil Wayne)               | #5                  | #11                 | #4                  | #33                 | #19                 | Paper trail y The Blueprint 3  |
| 2008 | "Live Your Life" (con Rihanna)                                          | #1                  | #2                  | #1                  | #2                  | #4                  | Paper trail                    |
| 2009 | "Dead and Gone" (con Justin Timberlake)                                 | #2                  | #2                  | #1                  | #4                  | #3                  | Paper trail                    |
| 2009 | "Remember Me" (con Mary J. Blige)                                       | #29                 | #42                 |                     | #34                 | #21                 | Paper Trail: Case Closed       |
| 2009 | "Hell of a Life"                                                        | #54                 | #71                 |                     |                     | #43                 | Paper Trail: Case Closed       |
| 2010 | "I’m Back"                                                              | #44                 | #12                 | #7                  |                     | #44                 | No Mercy                       |
| 2010 | "Got Your Back" (con Keri Hilson)                                       | #38                 | #10                 | #4                  | #45                 | #48                 | No Mercy                       |
| 2010 | "Get Back Up" (con Chris Brown)                                         | #70                 | #37                 | #20                 |                     |                     | No Mercy                       |
| 2010 | "Castle Walls" (con Christina Aguilera)                                 | #105                | #84                 |                     |                     | #99                 | No Mercy                       |
| 2011 | "That's All She Wrote" (con Eminem)                                     | #18                 | #101                |                     | #158                | #46                 | No Mercy                       |
| 2011 | "I'm Flexin'" (con Big K.R.I.T.)                                        | #66                 | #32                 | #23                 |                     |                     | N/A                            |
| 2011 | "Here Ye, Hear Ye" (con Sk8brd)                                         |                     | #119                |                     |                     |                     | N/A                            |
| 2012 | "Love This Life"                                                        | #81                 | #39                 |                     |                     |                     | N/A                            |
| 2012 | "Go Get It"                                                             | #77                 | #40                 | #23                 |                     | #86                 | Trouble Man: Heavy Is the Head |
| 2012 | "Ball" (con Lil Wayne)                                                  | #50                 | #10                 | #11                 |                     | #58                 | Trouble Man: Heavy Is the Head |
| 2012 | "Trap Back Jumpin"                                                      |                     | #38                 | #10                 |                     |                     | Trouble Man: Heavy Is the Head |
| 2012 | "Sorry" (con André 3000)                                                | #116                | #36                 | #14                 |                     |                     | Trouble Man: Heavy Is the Head |
| 2013 | "Hello" (con Cee Lo Green)                                              |                     | #41                 |                     |                     |                     | Trouble Man: Heavy Is the Head |
| 2013 | "Wit Me" (con Lil Wayne)                                                | #80                 | #27                 |                     |                     |                     |                                |
| 2013 | "Memories Back Then" (T.I. y B.o.B con Kendrick Lamar y Kris Stephens)  | #88                 | #30                 |                     |                     |                     |                                |
| 2014 | "About the Money" (con Young Thug)                                      | #42                 | #12                 | #10                 |                     |                     | Paperwork                      |
| 2014 | "No Mediocre" (con Iggy Azalea)                                         | #33                 | #8                  | #6                  | #49                 | #59                 | Paperwork                      |
| 2015 | "Private Show" (con Chris Brown)                                        | #120                | #42                 |                     |                     |                     | Paperwork                      |
| 2015 | "Project Steps" (como TIP)                                              |                     |                     |                     |                     |                     | Da' Nic                        |
| 2016 | "Dope" (con Marsha Ambrosius)                                           | #121                | #46                 |                     |                     |                     |                                |
| 2016 | "We Will Not"                                                           |                     |                     |                     |                     |                     | Us or Else                     |
| 2016 | "Warzone"                                                               |                     |                     |                     |                     |                     | Us or Else                     |
| 2018 | "Jefe" (con Meek Mill)                                                  | #121                |                     |                     |                     |                     | Dime Trap                      |
| 2018 | "Wraith" (con Yo Gotti)                                                 |                     |                     |                     |                     |                     | Dime Trap                      |
| 2018 | "The Weekend" (con Young Thug)                                          |                     |                     |                     |                     |                     | Dime Trap                      |

### Colaboraciones
| Año  | Canción                                                                                       | Posiciones en lista | Posiciones en lista | Posiciones en lista | Posiciones en lista | Posiciones en lista | Álbum                                         |
| Año  | Canción                                                                                       | Billboard Hot 100   | US Hot R&B/Hip-Hop  | US Hot Rap          | UK Singles          | Canadá              | Álbum                                         |
| ---- | --------------------------------------------------------------------------------------------- | ------------------- | ------------------- | ------------------- | ------------------- | ------------------- | --------------------------------------------- |
| 2003 | "Never Scared" Bone Crusher (con T.I. y Killer Mike)                                          | #26                 | #8                  | #6                  |                     |                     | AttenCHUN!                                    |
| 2004 | "Soldier" (Destiny's Child con T.I. y Lil' Wayne)                                             | #3                  | #3                  |                     | #4                  |                     | Destiny Fulfilled                             |
| 2004 | "Round Here" (Memphis Bleek con T.I. y Trick Daddy)                                           |                     | #53                 |                     |                     |                     | M.A.D.E.                                      |
| 2004 | "The One" (Cee Lo Green con T.I. y Jazze Pha)                                                 |                     | #82                 |                     |                     |                     | Cee-Lo Green... Is the Soul Machine           |
| 2005 | "3 Kings" (Slim Thug con T.I. y Bun B)                                                        |                     | #78                 |                     |                     |                     | Already Platinum                              |
| 2006 | "Shoulder Lean" (Young Dro con T.I.)                                                          | #10                 | #1                  | #1                  |                     |                     | Best Thang Smokin                             |
| 2006 | "Tell 'Em What They Wanna Hear " (Rashad con T.I. y Young Dro)                                |                     | #76                 |                     |                     |                     | Grand Hustle Presents: In da Streetz Volume 4 |
| 2006 | "My Love" (Justin Timberlake con T.I.)                                                        | #1                  | #3                  |                     | #2                  |                     | FutureSex/LoveSounds                          |
| 2006 | "Pac's Life" (2pac con Ashanti y T.I.)                                                        | #119                | #81                 |                     | #21                 |                     | Pac's Life                                    |
| 2007 | "I'm a Flirt" (R. Kelly con T.I. y T-Pain)                                                    | #12                 | #2                  | #1                  | #18                 |                     | Double Up                                     |
| 2007 | "We Takin' Over" (DJ Khaled con T.I., Rick Ross, Akon, Lil Wayne y Birdman)                   | #28                 | #26                 | #11                 |                     | #92                 | We The Best                                   |
| 2007 | "Whatever U Like" (Nicole Scherzinger con T.I.)                                               | #104                | #113                |                     |                     | #57                 | N/A                                           |
| 2007 | "That's Right" (Big Kuntry King con T.I.)                                                     |                     | #105                |                     |                     |                     | My Turn to Eat                                |
| 2007 | "5000 Ones" (DJ Drama con Nelly, T.I., Yung Joc, Willie the Kid, Young Jeezy, Diddy y Twista) |                     | #73                 |                     |                     |                     | Gangsta Grillz: The Album                     |
| 2008 | "Uh Huh" (Alfamega con T.I.)                                                                  |                     | #60                 |                     |                     |                     | N/A                                           |
| 2008 | "For a Minute" (B.G. con T.I.)                                                                |                     |                     |                     |                     |                     | Too Hood 2 Be Hollywood                       |
| 2008 | "Ain't I" (Yung L.A. con T.I. y Young Dro)                                                    | #47                 | # 7                 | #4                  |                     |                     | Futuristic Leland                             |
| 2008 | "Just Like Me"(Jamie Foxx con T.I.)                                                           | #49                 | #8                  |                     | #12                 |                     | Intuition                                     |
| 2008 | "I'll Be Lovin' U Long Time" (Mariah Carey con T.I.)                                          | #58                 | #36                 |                     | #84                 | #69                 | E=MC²                                         |
| 2009 | "Day Dreaming" (DJ Drama con Akon, Snoop Dogg y T.I.)                                         |                     | #88                 |                     | #33                 |                     | Gangsta Grillz: The Album (Vol. 2)            |
| 2010 | "Hello Good Morning" (Diddy-Dirty Money con T.I.)                                             | #27                 | #13                 | #8                  | #22                 | #55                 | Last Train to Paris                           |
| 2010 | "Winner" (Jamie Foxx con T.I. y Justin Timberlake)                                            | #28                 | #65                 |                     |                     | #23                 | Best Night of My Life                         |
| 2010 | "Make Up Bag" (The-Dream con T.I.)                                                            | #103                | #33                 |                     |                     |                     | Love King                                     |
| 2010 | "Fancy" (Drake con T.I. y Swizz Beatz)                                                        | #25                 | #4                  | #1                  |                     |                     | Thank Me Later                                |
| 2010 | "Ready Set Go" (Killer Mike con T.I.)                                                         |                     | #110                |                     |                     |                     | PL3DGE                                        |
| 2011 | "9 Piece" (Rick Ross con T.I.)                                                                | #61                 | #32                 | #18                 |                     |                     | Ashes to Ashes                                |
| 2011 | "F.A.M.E." (Young Jeezy con T.I.)                                                             | #119                | #67                 |                     |                     |                     | Thug Motivation 103: Hustlerz Ambition        |
| 2012 | "Magic" (Future con T.I.)                                                                     | #69                 | #10                 | #13                 |                     |                     | Pluto                                         |
| 2012 | "We In This Bitch" (DJ Drama con Young Jeezy, T.I., Ludacris y Future)                        |                     | #68                 |                     |                     |                     | Quality Street Music                          |
| 2012 | "Big Beast" (Killer Mike con Bun B, Trouble y T.I.)                                           |                     |                     |                     |                     |                     | R.A.P. Music                                  |
| 2012 | "Back 2 Life (Live It Up)" (Sean Kingston con T.I.)                                           | #109                | #108                |                     |                     | #52                 | Back 2 Life                                   |
| 2012 | "2 Reasons'" (Trey Songz con T.I.)                                                            | #43                 | #8                  | #25                 |                     |                     | Chapter V                                     |
| 2012 | "Compliments'" (Tank con T.I. y Kris Stephens)                                                |                     | #75                 |                     |                     |                     | This Is How I Feel                            |
| 2013 | "We Still in This Bitch'" (B.o.B con T.I. y Juicy J)                                          | #66                 | #19                 | #15                 |                     | #72                 | Underground Luxury                            |
| 2013 | "Pour It Up (Remix)" (Rihanna con Young Jeezy, Rick Ross, Juicy J y T.I.)                     | #19                 | #6                  |                     |                     |                     | N/A                                           |
| 2013 | "Blurred Lines'" (Robin Thicke con T.I. y Pharrell Williams)                                  | #1                  | #1                  |                     | #1                  | #1                  | Blurred Lines                                 |
| 2013 | "Upper Echelon" (Travi$ Scott con T.I. y 2 Chainz)                                            |                     |                     | #45                 |                     |                     | Owl Pharaoh                                   |
| 2013 | "Tik Tik Boom" (Britney Spears con T.I.)                                                      |                     |                     |                     |                     | #193                | Britney Jean                                  |
| 2013 | "Jewels N' Drugs'" (Lady Gaga con T.I., Too $hort & Twista)                                   |                     |                     |                     |                     |                     | ARTPOP                                        |
| 2013 | "I Wish" (Cher Lloyd con T.I.)                                                                |                     |                     |                     | #160                |                     | Sorry I'm Late                                |
| 2013 | "Change Your Life" (Iggy Azalea con T.I.)                                                     | #122                | #34                 | #23                 | #10                 |                     | The New Classic                               |
| 2013 | "I Can't Describe (The Way I Feel)" (Jennifer Hudson con T.I.)                                |                     | #29                 |                     |                     |                     | JHUD                                          |
| 2013 | "King Shit" (Yo Gotti con T.I.)                                                               |                     | #55                 |                     |                     |                     | I Am                                          |
| 2014 | "Coke Bottle" (Agnez Mo con Timbaland & T.I.)                                                 |                     |                     |                     |                     |                     |                                               |
| 2014 | "Chosen" (Hustle Gang con T.I., B.o.B & Spodee)                                               |                     | #56                 |                     |                     |                     |                                               |
| 2014 | "This Girl" (Stafford Brothers con Eva Simons & T.I.)                                         |                     |                     |                     |                     |                     | This Girl EP                                  |
| 2015 | "That's My Shit" (The-Dream con T.I.)                                                         |                     | #42                 |                     |                     |                     | Crown                                         |
| 2015 | "Get Low" (50 Cent con Jeremih, 2 Chainz & T.I.)                                              |                     | #52                 |                     |                     |                     |                                               |
| 2015 | "California" (Colonel Loud con T.I., Young Dolph & Ricco Barrino)                             | #103                | #39                 | #10                 |                     |                     |                                               |
| 2018 | "Ye vs. the People" (Kanye West con T.I.)                                                     | #85                 |                     |                     |                     |                     |                                               |

### Videografía
2001
- "I'm Serious" - (feat. Beenie Man)

2002
- "Dope Boyz"

2003
- "Never Scared" - (BoneCrusher feat. T.I. & Killer Mike)
- "24's"
- "Be Easy"
- "Round Here" - (Memphis Bleek feat. T.I. & Trick Daddy)
- "Lacs & Prices" - (Slow Motion Soundz feat. T.I.)

2004
- "Rubber Band Man"
- "Let's Get Away" - (T.I. feat. Jazze Pha)
- "Bring Em Out"
- "U Don't Know Me"

2005
- "Soldier" - (Destiny's Child feat. T.I. & Lil' Wayne)
- "ASAP" - (T.I feat. Big Kuntry & Mac Boney P$C)
- "3 Kings" - (Slim Thug feat. T.I. & Bun B)
- "Touch (Remix)" - (Amerie feat. T.I.)
- "Front Back" - (T.I. feat. UGK)
- "I'm A King" - (P$C featuring T.I. & Lil' Scrappy)

2006
- "What You Know"
- "Why You Wanna"
- "Drive Slow (Remix)" - (Kanye West feat. GLC, Paul Wall & T.I.)
- "Shoulder Lean" - (Young Dro feat. T.I.)
- "My Love" - (Justin Timberlake feat. T.I.)
- "Live In The Sky" - (T.I. feat. Jamie Foxx)
- "Pac's Life" - (T.I. feat. 2Pac and Ashanti)
- "Top Back (Remix)" - (T.I. feat. Young Jeezy, Big Kuntry, Young Dro, and B.G.)
- "We Fly High Remix" - (Jim Jones feat. T.I., Diddy, Young Dro &Birdman)

2007
- "I'm a Flirt Remix" - (R. Kelly feat. T.I. & T-Pain)
- "Make It Rain Remix" - (Fat Joe feat. T.I., R. Kelly, Ace Mack, Birdman, Lil Wayne & Rick Ross)
- "Tell Em What They Wanna Hear" - (Rashad feat. T.I. & Young Dro)
- "We Takin Over" - (DJ Khaled feat. Akon, T.I., Rick Ross, Fat Joe, Birdman, & Lil Wayne)
- "Big Shit Poppin (Do It)"
- "You Know What It Is" - (T.I. Con Wyclef Jean)
- "Whatever u like" - (Nicole Scherzinger feat. T.I.)
- "Hurt" - (T.I. feat. Alfamega & Busta Rhymes)

2008
- "Stomp" - (Young Buck feat. T.I. The Game, & Ludacris)
- "No Matter What"
- "I'll Be Lovin' U Long" - (Mariah Carey feat. T.I.)
- "Ain't I" - (Yung L.A. feat. T.I. & Young Dro)
- "Just Like Me" - (Jamie Foxx feat. T.I.)
- "Whatever you like"
- "Live your life" - (T.I. feat. Rihanna)

2009
- "Dead and Gone" - (T.I. feat. Justin Timberlake)
- "Remember Me" - (T.I. feat. Mary J. Blige)
- "What Up, What's Haapnin'"
- "Hell of a Life"
- "Day Dreaming" - (DJ drama feat.T.I., Akon & Snoop Dogg

2010
- "Hello Good Morning" - (Diddy-Dirty Money feat. T.I. &Rick Ross)
- "Make Up Bag" - ( The-Dream feat. T.I.)
- "I´m Back"
- "Yeah Ya Know"
- "Got Your Back" - (T.i. feat. Keri Hilson)

### Otras apariciones
- "Get It Poppin" (Fat Joe)
- "You Don't Want Drama" (Eightball & MJG)
- "Don't Stop" (Beanie Sigel feat. Snoop Dogg)
- "Welcome To Atlanta" (Jermaine Dupri feat. Ludacris)
- "You Know What's Up" (Donell Jones feat. Left Eye)
- "Lovely" (Bubba Sparxxx)
- "85" (Youngbloodz)
- "Where The Party At Remix" (Jagged Edge)
- "Pretty Toes" (Nelly feat. Jazze Pha)
- "Gimme More" de Britney Spears (2007)
- "Pac´s Life" Junto a (LT Hutton & Ashanti)
- "Move that Body" ([Nelly Ft. Akon & T-Pain])
- "Upper Echelon" (Travi$ Scott feat. T.I. & 2 Chainz) (2013)
- "50K" (Remix) (Waka Flocka Flame feat. T.I.) (2013)
- "Let Me Find Out" (Remix) (Doe B feat. T.I. and Juicy J) (2013)
- "Ball Out" (Shad da God feat. T.I.) (2013)
- "Kickin' Flav" (Big Kuntry King feat. T.I.) (2013)
- "Here I Go" (Spodee feat. T.I., Mystikal, Young Dro & Shad da God) (2013)
- "Away" (Spodee feat. T.I. & Trae tha Truth) (2013)
- "Episode" (E-40 feat. T.I. & Chris Brown) (2013)
- "Rick James" (Nelly feat. T.I.) (2013)
- "Why" y "Homicide" (Doe B feat. T.I.) (2014)
- "Gumbo" (Stak5 feat. Rocko, T.I. & Jeezy) (2014)
- "Look What I Did" (Skeme feat. T.I.) (2014)
- "UV Love" (Clinton Sparks feat. T.I.) (2014)
- "Ejeajo" (P-Square feat. T.I.) (2014)
- "Waves" (Remix) (Mr Probz feat. Chris Brown & T.I.) (2014)
- "Flexin'" (DJ Holiday feat. Meek Mill, Future, T.I. & Stuey Rock) (2014)
- "It's Not My Fault" (Anthony Lewis feat. T.I.) (2015)
- "Don't Make Me Wait" (LeToya Luckett feat. T.I.) (2015)
- "Boy" (Lil Bibby feat. T.I.) (2015)
- "How" (5ive Mics feat. T.I.) (2015)
- "How to Live Alone" (Evan Ross feat. T.I.) (2015)
- "Bankrolls on Deck" (Bankroll Mafia feat. T.I., Young Thug, Shad da God & PeeWee Roscoe) (2015)
- "Young & Stupid" (Travis Mills feat. T.I.) (2015)
- "Making Luv to the Beat" (Watch The Duck feat. T.I. & DJ E-Feezy) (2015)
- "Why You Mad? (Infinity Remix)" (Mariah Carey feat. French Montana, Justin Bieber & T.I.) (2015)
- "Out My Face" (Bankroll Mafia feat. T.I., Young Thug, Shad da God & London Jae) (2016)
- "All Good" (Trae tha Truth feat. T.I., Rick Ross & Audio Push) (2016)
- "Come Down" (Anderson .Paak feat. T.I.) (2016)
- "I Just Wanna" (Bankroll Fresh feat. T.I. & Spodee) (2016)
- "Baller Alert" (Kevin "Chocolate Droppa" Hart feat. T.I. & Migos) (2016)
- "Signs" (Cherub feat. T.I.) (2016)
- "4 Lit" (B.o.B feat. T.I. & Ty Dolla $ign) (2016)
- "I'm Blessed" (Charlie Wilson feat. T.I.) (2016)
- "Nobody" (Rotimi feat. 50 Cent & T.I.) (2017)
- "I'm On 3.0" (Trae tha Truth feat. T.I., Dave East, Tee Grizzley, Royce da 5'9", Curren$y, DRAM, Snoop Dogg, Fabolous, Rick Ross, Chamillionaire, G-Eazy, Styles P, E-40, Mark Morrison & Gary Clark Jr.) (2017)
- "Game 7", "Do No Wrong" y "Friends" (Incluidos en el álbum We Want Smoke de Hustle Gang) (2017)

### Mixtapes
- Mixtape: "Dirty Work 3: Hustle & Snow"
- Mixtape: "Dirty Work 4: More Hustle, More Snow"
- Mixtape: "Down & Dirty, Part 7: Paid Styles"
- Mixtape: "Down With The King: T.I. & Gangsta Grillz"
- Mixtape: "Gangsta Grillz 8 Meets T.I. and P$C"
- Mixtape: "Gorilla In Da Trunk, Volume 2"
- Mixtape: "Lil Flip vs. T.I.:Fight For The Throne, Part 2"
- Mixtape: "Lil Flip vs. T.I.: DJ Lt. Dan & Chops"
- Mixtape: "Ludacris vs. T.I.
- Mixtape: "Out On Bail"
- Mixtape: "Southern Smoke 11: Game Over"
- Mixtape: "T.I.-King Of The South!"
- Mixtape: "T.I.: Collab Edition #14: Return Of The Rubberband Man"
- Mixtape: "T.I. and Young Jeezy: ATL's Most Wanted" (DJ Jelly & MCm Assault)
- Mixtape: "T.I. vs. Lil Flip: Fight For The Throne"
- Mixtape: "T.I.P & P$C: The Indictment" (DJ Drama)
- Mixtape: "The Best Of T.I.: Bankhead Ambassador"
- Mixtape: "The Best Of T.I. (The New King Of The South)"
- Mixtape: "T.I. & P$C: In Da Streets"
- Mixtape: "T.I. & P$C: In Da Streets, Part 2"
- Mixtape: "T.I. & P$C: In Da Streets, Part 3"
- Mixtape: "T.I.: The Return of the Rubberband Man"
- Mixtape: "T.I.: The Leak" (DJ Drama)

## Filmografía
- 2005: The O.C.(TV)
- 2006: ATL
- 2007: American Gangster
- 2007: For Sale
- 2007: Random Check
- 2007: Ballers
- 2010: Takers
- 2013: Ladrona de identidades
- 2014: Last Vegas
- 2015: Get Hard
- 2015: Ant-Man
- 2017: Sleepless
- 2018: Ant-Man and the Wasp
- 2019: Dolemite Is My Name
- 2020: Monster Hunter'[85]

## Premios
- BET Awards
  - 2006 Mejor artista masculino (hip hop).
  - 2007 Mejor artista masculino (hip hop).
  - 2009 Video más preferido: "Live Your Life" Original Sound.

- Grammy Awards 2007
  - Mejor canción grupal o dúo: "My Love" con Justin Timberlake.
  - Mejor canción solitaria: "What You Know".

- Grammy Awards 2009
  - Mejor canción grupal o dúo: "Swagga Like Us" con Kanye West, Jay-Z y Lil Wayne.

- MTV Video Music Awards 2007:
  - Mejor coreografía: "My Love" con Justin Timberlake.

- MTV Video Music Awards 2009:
  - Mejor video de hip hop del año: "Live Your Life" con Rihanna.